# Maxine Peake
Maxine Peake (Bolton, 14 luglio 1974) è un'attrice inglese, conosciuta nel ruolo di Martha Costello nella serie televisiva inglese Silk.

## Biografia
Figlia di Brian e Glynis Peake, è la seconda di due figlie. Sua sorella Lisa, di nove anni più grande di lei, è una poliziotta. I suoi genitori si separarono quando aveva nove anni e visse con la madre fino all'età di 15 anni. Quando sua madre si trasferì a diverse miglia di distanza, andò a vivere con suo nonno in modo che potesse continuare i suoi studi. Suo nonno la incoraggiò a sviluppare la sua creatività e cominciare ad agire. Dopo la laurea presso l'Università di Salford, la Peake si formò presso la Royal Academy of Dramatic Art di Londra. Il suo primo ruolo dopo la scuola di recitazione fu nella sitcom "Dinnerladies" (1998) per due serie.

## Filmografia

### Attrice

#### Cinema
- Le ragazze della notte (Girls'Night), regia di Nick Hurran (1998)
- Tutto o niente (All or Nothing), regia di Mike Leigh (2002)
- Frozen, regia di Juliet McKoen (2005)
- Clubbed, regia di Neil Thompson (2008)
- Edge, regia di Carol Morley (2010)
- Best Laid Plans, regia di David Blair (2012)
- Run & Jump, regia di Steph Green (2013)
- Svengali, regia di John Hardwick (2013)
- La teoria del tutto (The Theory of Everything), regia di James Marsh (2014)
- The Falling, regia di Carol Morley (2014)
- Peterloo, regia di Mike Leigh (2018)
- Prima danza, poi pensa. Alla ricerca di Beckett (Dance First), regia di James Marsh (2023)

#### Televisione
- Hetty Wainthrop Investigates – serie TV, 1 episodio (1996)
- Picking Up The Pieces – serie TV, 1 episodio (1998)
- Jonathan Creek – serie TV, 1 episodio (1999)
- Dinnerladies – serie TV, 16 episodi (1998-2000)
- Coronation Street – serial TV, 1 puntata (1999)
- Sunburn – serie TV, 1 episodio (1999)
- Clocking Off – serie TV, 1 episodio (2000)
- Linda Green – serie TV, episodio 1 (2001)
- The Way We Live Now – miniserie TV, 4 puntate (2001)
- Dalziel and Pascoe – serie TV, episodio 7x02 (2002)
- Holby City – serie TV, 1 episodio (2002)
- Early Doors – serie TV, 4 episodi (2003)
- At Home with the Braithwaites – serie TV, episodio 4x03 (2003)
- Christmas Light, regia di Paul Seed – film TV (2004)
- Shameless – serie TV, 27 episodi (2004-2007)
- Confessions of a Diary Secretary, regia di Andy Wilson – film TV (2007)
- Faith, regia di David Thacker – film TV (2005)
- Messiah: The Harrowing – miniserie TV, 3 episodi (2005)
- See No Evil: The Moors Murders – miniserie TV, 2 episodi (2006)
- Fairy Tales – serie TV, 1 episodio (2008)
- Hancock & Joan, regia di Richard Laxton – film TV (2008)
- Placebo, regia di Michael Buffong – film TV (2008)
- Bike Squad, regia di Guy Jenkin – film TV (2008)
- The Devil's Whore – serie TV, 4 episodi (2008)
- Little Dorrit – miniserie TV, 7 episodi (2008)
- The Street – serie TV, episodio 3x05 (2009)
- Criminal Justice – serie TV, 5 episodi (2009)
- Red Riding: 1980, regia di James Marsh – film TV (2009)
- Miss Marple (Agatha Christie's Marple) – serie TV, episodio 4x03 (2010)
- The Secret Diaries of Miss Anne Lister, regia di James Kent – film TV (2010)
- Silk – serie TV, 18 episodi (2011-2014)
- Room at the Top – miniserie TV, 2 episodi (2012)
- The Hollow Crown – serie TV, 2 episodi (2012)
- The Village – serie TV, 12 episodi (2013-2014)
- Black Mirror – serie TV, episodio 5x04 (2017)
- The Bisexual – serie TV, 6 episodi (2019)
- Inside No. 9 – serie TV, episodi 5x05-9x06 (2020-2024)
- Non dire niente (Say Nothing), regia di Michael Lennox, Mary Nighy e Anthony Byrne – miniserie TV, 7 puntate (2024)

#### Cortometraggi
- Be Mine, regia di Esther Campbell (2005)
- Stealing Up, regia di Ruth Platt (2005)
- The Madness of the Dance, regia di Carlo Morley (2006)
- Would Like to Meet, regia di Trevor Da Silva (2007)
- I Am Bob, regia di Donald Rice (2007)
- Alice, regia di Marianne Elliott (2010)
- Rachel, regia di Rankin (2012)

### Doppiatrice
- Hamilton Mattress, regia di Barry Purves – film TV (2002)
- Wendell & Wild, regia di Henry Selick (2022)

## Teatrografia
- Early One Morning, Lizzie
- Breakthrough, Various
- Miss Julie, Kristin
- The John Ford Investigation, Various
- The Importance of Being Earnest, Gwendoline
- The Cherry Orchard, Dunyasha
- The Relapse, Miss Hoyden
- Luther, Katherine
- Mother Theresa is Dead, Jane
- Hamlet, Ophelia
- Serjeant Musgrave's Dance, Annie
- Robin Hood, Maid Marion
- The Permanent Way, Various
- Rutherford & Sons, Janet
- The Third Day, Claire
- Leaves of Glass, Debbie
- The Children's Hour, Karen
- The Deep Blue Sea, Hester
- Miss Julie, Miss Julie